# ГЕС Сан-Габан ІІ
ГЕС Сан-Габан II — гідроелектростанція в Перу. Використовує ресурс із річки Сан-Габан, лівої притоки Інамбарі, яка, своєю чергою, є правою притокою Мадре-де-Дьйос (велика ліва притока Бені — лівого витоку найбільшої притоки Амазонки річки Мадейри).
У межах проєкту річку перекрили водозабірною греблею, яка спрямовує ресурс у споруджений на правобережжі накопичувальний резервуар з об'ємом 140 тис. м3. Далі вода потрапляє до дериваційного тунелю довжиною 7,3 км з діаметром 3,6 метра, який переходить у напірний водовід довжиною 0,7 км із діаметром 3,35 метра. Крім того, у системі працює запобіжний резервуар із трьох камер довжиною по 57 метрів з діаметром 3,2 метра.
Споруджений у підземному виконанні машинний зал обладнали двома турбінами типу Пелтон потужністю по 55 МВт, які при чистому напорі у 658 метрів забезпечують виробництво 715 млн кВт·год електроенергії на рік.
Видача продукції відбувається по ЛЕП, розрахованій на роботу під напругою 138 кВ.